# Mędralowa

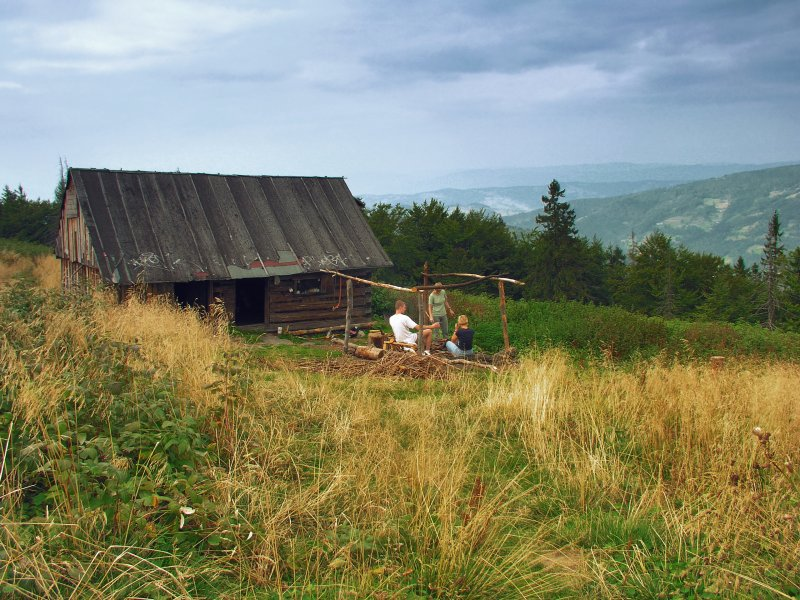
Szałas na Hali Mędralowej

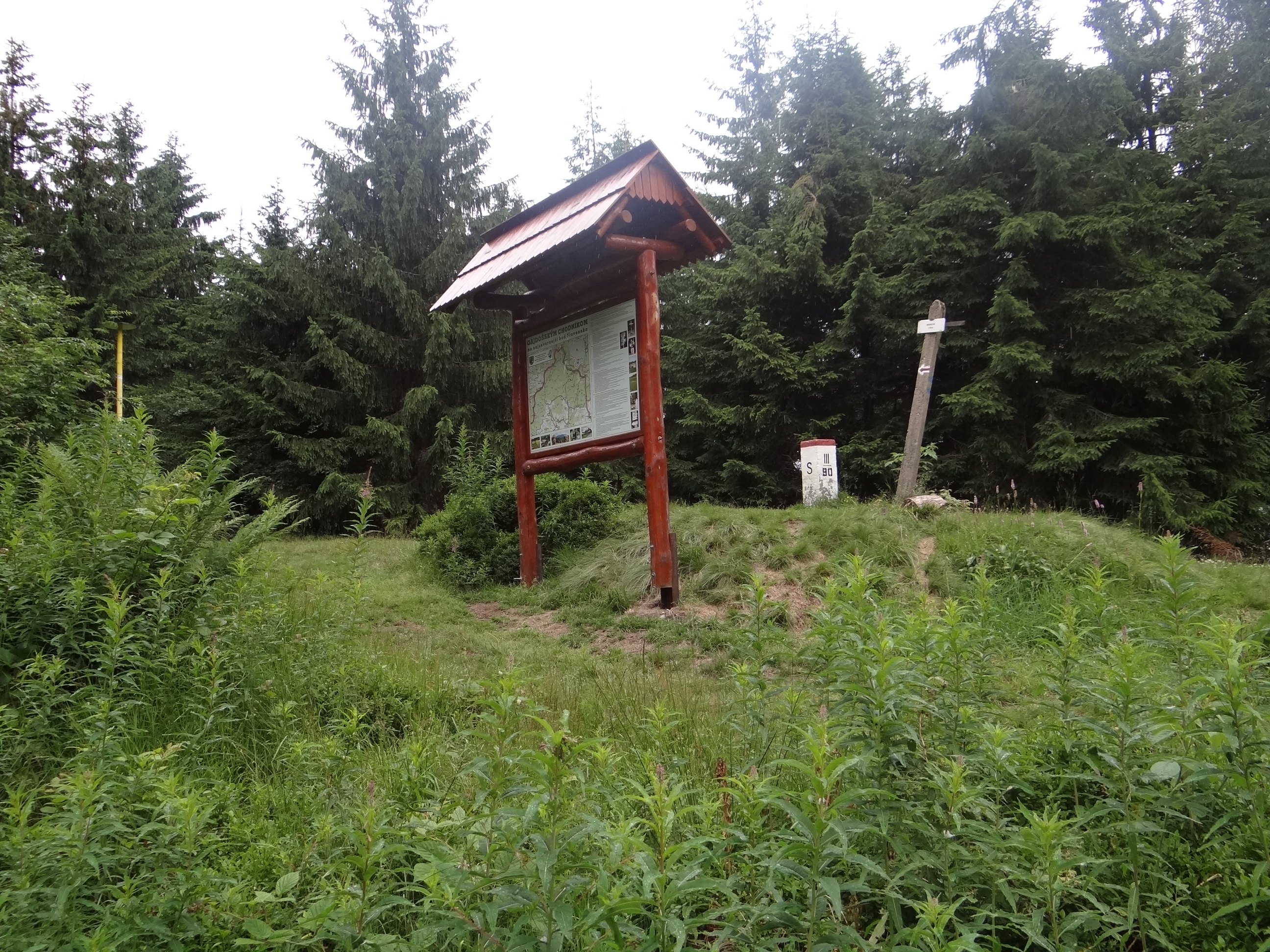
Niższy wierzchołek Mędralowej ze słowacką tablicą informacyjną

Mędralowa (słow. Modrálová lub Beskydok) – szczyt o wysokości 1169 m, znajdujący się w Paśmie Mędralowej (lub Grupie Mędralowej) w Beskidzie Żywiecko-Orawskim.

## Problemy z nazewnictwem i regionalizacją
Nazwa Mędralowa istnieje na większości map i w przewodniku turystycznym. Jednak na mapach Geoportalu szczyt ten ma nazwę Beskidek i wysokość 1169 m. W odległości 460 m na północny wschód od niego jest Kolisty Groń (ok. 1150 m), na mapie Compassu bez nazwy, w przewodniku turystycznym opisany jako niższy wierzchołek Mędralowej. Pomiędzy nimi jest Hala Mędralowa. Kolisty Groń jest zwornikiem dla Pasma Babiogórskiego. Na mapie Compassu Kolistym Groniem nazwano inny szczyt (Magurka o wysokości 1114 m).
Jeszcze inaczej sytuację opisuje Aleksy Siemionow. Według niego szczyt ten powinien się nazywać Wielkim Jałowcem, taką bowiem nazwę podawał Andrzej Komoniecki (1658–1728) i jest to najstarsza znana nazwa tego szczytu. Błędną nazwę Mondralowa wprowadziła mapa Kummersberga z 1855 r., na mapie austriackiej z 1870 r. przyjęła ona dziwaczną formę Mądraława, a Kazimierz Ignacy Sosnowski zmienił ją na Mędralową, która to forma utrzymała się w przewodnikach turystycznych i na większości map.
Na mapach i w przewodnikach turystycznych Mędralowa (Beskidek) zaliczana jest do Beskidu Żywieckiego. Według regionalizacji fizycznogeograficznej Polski opracowanej przez Jerzego Kondrackiego należy do Pasma Przedbabiogórskiego w Beskidzie Makowskim. Po stronie słowackiej są to Oravské Beskydy. Według najnowszej regionalizacji z 2018 roku należy do Beskidu Żywiecko-Orawskiego.

## Topografia
Mędralowa jest najwyższym szczytem Pasma Mędralowej (a w regionalizacji według Kondrackiego zarazem całego Beskidu Makowskiego). Znajduje się na granicy polsko-słowackiej, w grzbiecie pomiędzy Przełęczą Jałowiecką Północną (998 m) oddzielającą ją od Pasma Babiogórskiego, a przełęczą Głuchaczki (830 m) oddzielającą ją od Grupy Pilska. Grzbietem tym biegnie Wielki Europejski Dział Wodny. Pomiędzy głównym wierzchołkiem Mędralowej a przełęczą Głuchaczki na mapach wyróżniany jest jeszcze mało wybitny szczyt Jałowiec (Mędralowa Zachodnia).
Na szczycie Mędralowej jest punkt triangulacyjny. Mędralowa jest zwornikiem dla krótkiego grzbietu opadającego w widły dwóch źródłowych cieków potoku Bystra.

## Historia
Na Kolistym Groniu, będącym niższym wierzchołkiem Mędralowej, znajduje się słupek graniczny III/90. Jest to historyczny punkt graniczny. Do 1564 schodziły się na nim granice Węgier, Polski i ziem śląskich, a w czasie II wojny światowej granice Generalnego Gubernatorstwa, III Rzeszy i Słowacji. Wcześniej, w latach 1938–1939, cały szczyt Mędralowej znalazł się w granicach Polski (II Rzeczpospolita wymusiła na Czechosłowacji oddanie południowych stoków góry). W czasie II wojny światowej Niemcy przy pomocy miejscowej ludności wykonali na grzbiecie Mędralowej system ziemnych umocnień. Pozostałości okopów można zaobserwować jeszcze obecnie. Na wierzchołku tym Słowacy ustawili dużą tablicę informacyjną z opisem ciekawych miejsc w okolicy. Tablica jest w kilku językach, w tym również w języku polskim.

## Opis szczytu
Według „Przewodnika po Beskidach Zachodnich” K. Sosnowskiego
Góra Mędralowa (nie Mądraława!), sąsiadka Babiej od płn.-zach., (...) tylko pośrednio bywa zwiedzaną. Nie jest też i niczym osobliwą. Nazwę otrzymała od A. Mędrali z Przyborowa, b. właściciela hali szczytowej, która częściowo została przez zarząd dóbr żywieckich zakupiona i zalesiona. Na reszcie hali szałas i źródło na płn. kraju przy lesie. Na szczyt jej wrzyna się granica czechosł. kolanem najdalej ku płn. Powodem tego wcięcia jest dolina rzeczki Półhorzanki, która półkolem koło podnóża Cylu wcina się pod płd. podnóże Mędralowej i zbiera z niej wody.
Stan aktualny
Mędralowa jest całkowicie porośnięta lasem, ale na jej północnych podszczytowych stokach znajduje się rozległa polana zwana Halą Mędralową. Na polanie znajduje się szałas, utrzymany w bardzo dobrym stanie (m.in. również dzięki społecznemu zaangażowaniu turystów i przewodników beskidzkich). Można w nim znaleźć schronienie przed deszczem, a w razie potrzeby również przenocować. Przebiegająca przez Mędralową granica polsko-słowacka jest najdalej na północ wysuniętym punktem granicznym Słowacji. Mędralowa jest jednym z punktów przelotowych szlaku prowadzącego z Babiej Góry na Pilsko. Roztacza się z niej widok na Jałowiec i Beskid Mały.
Z powodu trzymania się innego podziału geograficznego Polski Mędralowa nie znalazła się w Koronie Gór Polski (KGP). Jednak według podziału J. Kondrackiego jest ona najwyższym szczytem Beskidu Makowskiego i powinna być zaliczona do KGP.
Polskie stoki Mędralowej znajdują się w granicach wsi Przyborów w województwie śląskim, w powiecie żywieckim, w gminie Jeleśnia.

## Szlaki turystyczne
Główny Szlak Beskidzki, odcinek Korbielów – Babia Góra
 przełęcz Hucisko – Czerniawa Sucha – Kolisty Groń – Mędralowa – Babia Góra
 słowacki znakowany szlak turystyczny